# Salutări din Hollywood
Salutări din Hollywood este un film de comedie dramatică american din 1990 regizat de Mike Nichols.

## Rezumat
Actrița hollywoodiană dependentă de substanțe, Suzanne Vale, este pe ducă. După o perioadă petrecută într-un centru de dezintoxicare, compania de film insistă, ca o condiție pentru a continua să o angajeze, să locuiască cu mama ei, cândva vedetă, dar acum campioană la băutură. O astfel de situație este o veste proastă pentru Suzanne, care s-a luptat ani de zile să iasă din umbra mamei sale, care încă o tratează ca pe un copil. În ciuda acestor probleme și a altora, Suzanne începe să vadă partea amuzantă a situației sale și își dă seama că nu numai fiicele au mame, ci și mamele au mame.
Producătorul Jack Faulkner, care a condus-o pe Suzanne la spital în timpul ultimei sale supradoze, se întâlnește cu ea pe platou și îi mărturisește dragostea sa. Au o întâlnire, dar euforia lui Suzanne este de scurtă durată când descoperă că Jack se culcă și cu o altă actriță. Între timp, Marty Wiener, managerul de afaceri sordid al lui Suzanne, a fugit cu toți banii ei. În mijlocul acestor lupte, Suzanne află că regizorul paternalist Lowell Kolchek are mai mult de lucru pentru ea atâta timp cât rămâne trează.
Cu toate acestea, problemele lui Suzanne se agravează când descoperă că mama ei a făcut accident cu mașina în timp ce era beată. Suzanne se repede la patul mamei și au o conversație sinceră în timp ce Suzanne își aranjează machiajul și își ascunde peruca însângerată cu o eșarfă. Doris își face curaj și înfruntă presa care o așteaptă. Între timp, Suzanne se întâlnește cu doctorul Frankenthal, care o ajutase după ultima supradoză, și acesta o invită să vadă un film. Suzanne refuză, spunând că nu este încă pregătită pentru o întâlnire, dar Dr. Frankenthal îi spune că este dispus să aștepte.
Suzanne interpretează un cântec country în ultimul film al lui Lowell Kolchek.

## Distribuție
- Meryl Streep - Suzanne Vale
- Shirley MacLaine - Doris Mann
- Dennis Quaid - Jack Faulkner
- Gene Hackman - Lowell Kolchek
- Richard Dreyfuss - Dr. Frankenthal
- Rob Reiner - Joe Pierce
- Mary Wickes - bunica
- Conrad Bain - bunicul
- Annette Bening - Evelyn Ames
- Simon Callow - Simon Asquith
- Gary Morton - Marty Wiener
- C. C. H. Pounder - Julie Marsden
- Robin Bartlett - Aretha
- Barbara Garrick - Carol
- Anthony Heald - George Lazan
- Dana Ivey - garderobiera
- Oliver Platt - Neil Bleene
- Michael Ontkean - Robert Munch